# Roodkapmierklauwier
De roodkapmierklauwier (Thamnophilus ruficapillus) is een zangvogel uit de familie Thamnophilidae (miervogels).

## Verspreiding en leefgebied
Deze soort komt voor in het zuidwesten en zuidoosten van Zuid-Amerika en telt vijf ondersoorten:
- T. r. jaczewskii: noordelijk Peru.
- T. r. marcapatae: zuidoostelijk Peru.
- T. r. subfasciatus: westelijk Bolivia.
- T. r. cochabambae: van centraal Bolivia tot noordwestelijk Argentinië.
- T. r. ruficapillus: Paraguay, zuidoostelijk Brazilië, Uruguay en noordoostelijk Argentinië.

## Status
De grootte van de populatie is niet gekwantificeerd maar de soort wordt omschreven als vrij algemeen. Op de Rode lijst van de IUCN heeft deze soort de status niet bedreigd.